# Abdy Annalijew
Abdy Annalijew (ros. Абды Анналиев, ur. 20 lutego 1920 w aule Kurrukły w obwodzie zakaspijskim, zm. 2007) – radziecki działacz partyjny i państwowy.

## Życiorys
W 1937 skończył szkołę uniwersytetu fabryczno-zawodowego przy fabryce tekstylnej w Aszchabadzie, 1937–1940 uczył się w technikum bawełniano-tekstylnym w Aszchabadzie, od października 1940 do czerwca 1940 służył w Armii Czerwonej, od lipca do października 1941 był słuchaczem kursów młodszych poruczników. W styczniu 1943 został ranny na froncie, później leczył się w Tbilisi, od czerwca 1943 do czerwca 1944 pracował jako inspektor i referent Rady Komisarzy Ludowych Turkmeńskiej SRR, w 1944 został przyjęty do WKP(b). Od czerwca 1944 do grudnia 1945 ponownie służył w Armii Czerwonej, od czerwca do grudnia 1944 był słuchaczem kursów doskonalenia oficerów piechoty Środkowoazjatyckiego Okręgu Wojskowego (dosłużył się stopnia starszego porucznika), od grudnia 1945 do czerwca 1946 był pomocnikiem kierownika grupy przemysłowej Rady Komisarzy Ludowych/Rady Ministrów Turkmeńskiej SRR, od sierpnia 1946 do 1951 studiował w Moskiewskim Instytucie Naftowym im. Gubkina. Od stycznia 1952 do maja 1954 pracował na stanowiskach kierowniczych w przedsiębiorstwach naftowych, od maja 1954 do lipca 1957 był I sekretarzem Komitetu Miejskiego Komunistycznej Partii Turkmenistanu w Nebit Dagu (obecnie Balkanabat), jednocześnie od 22 stycznia 1956 do 16 stycznia 1981 członkiem KC KPT, od lipca 1957 do czerwca 1960 zastępcą przewodniczącego Sownarchozu Turkmeńskiego Ekonomicznego Rejonu Administracyjnego, a od 13 czerwca 1960 do 26 marca 1963 przewodniczącym Rady Ministrów Turkmeńskiej SRR. Jednocześnie od 13 czerwca 1960 do 25 marca 1963 był członkiem Biura/Prezydium KC KPT, a od 31 października 1961 do 29 marca 1966 zastępcą członka KC KPZR, od marca 1963 do 1965 kierował Głównym Zarządem Przemysłu Naftowego i Gazowego Sownarchozu Środkowoazjatyckiego Rejonu Ekonomicznego i był zastępcą przewodniczącego Sownarchozu Turkmeńskiej SRR. Od 1965 do czerwca 1976 był przewodniczącym Wszechzwiązkowego Zjednoczenia Przemysłowego „Turkmengazprom”, w 1980 pracował w Zjednoczeniu Naukowo-Produkcyjnym „Sołnce” Akademii Nauk Turkmeńskiej SRR.

## Odznaczenia i nagrody
- Order Wojny Ojczyźnianej I klasy (6 kwietnia 1985)
- Order Czerwonej Gwiazdy (1945)
- Order „Znak Honoru” (dwukrotnie)
- Nagroda Państwowa Turkmeńskiej SRR (1972)